# Assendløse
Assendløse ligger på Østsjælland og er en lille landsby tæt på stationsbyen Viby, som havde 204 indbyggere i byområdet (2012), beliggende i Dåstrup Sogn, Roskilde Kommune. Landsbyen tilhører Region Sjælland.